# 유통기한

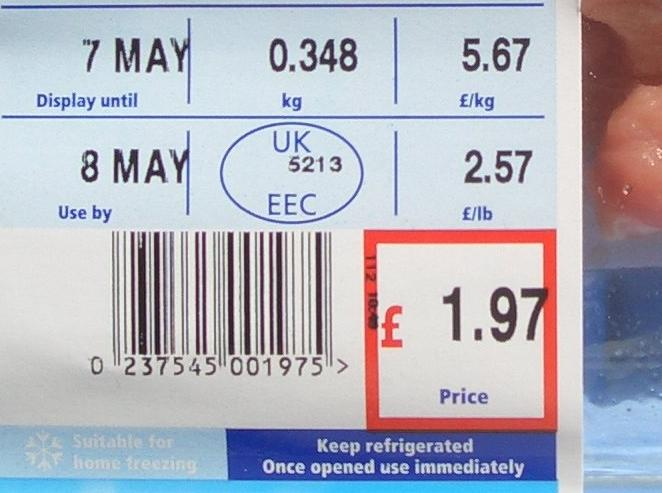
돼지고기 팩에서 5월 7일까지 진열할 것, 5월 8일까지 이용할 것을 명시해 놓고 있다.

유통기한(流通期限)은 주로 식품 따위의 상품이 시중에 유통될 수 있는 기한을 말한다. 의약품의 경우, 유효기한으로  표기하기도 한다. 열화가 비교적 느린 식료품을 포장 상태의 환경에 둔 상태에서 공급자가 안전성이나 맛 등 모든 품질이 유지되는 보장 기간으로 여겨지지만, 유통기한이 지난 상품을 시중에서 유통할 수 없도록 규제하는 기한일 뿐 신선도를 보증하지는 않는다. 보관 상태에 따라 유통기한이 도래하지 않았어도 손상될 수 있으며, 유통기한이 지났어도 충분히 신선한 상태일 수 있다.

## 나라별 기준

### 대한민국

#### 식품 유통기한 표시
유통기한의 표시는 ◯◯년◯◯월◯◯일까지, ◯◯◯◯.◯◯.◯◯까지 또는 ◯◯◯◯년◯◯월◯◯일까지로 표시하여야 하고, 유통기한을 일괄표시 장소에 표시하기가 곤란한 경우에는 당해 위치에 유통기한의 표시위치를 명시하여야 한다. 다만, 수입되는 식품 등에 있어서 단순히 수출국의 연, 월, 일의 표시순서가 전단의 표시순서와 다를 경우에는 소비자가 알아보기 쉽도록 연, 월, 일의 표시순서를 예시하여야 한다.

#### 식품 제조일 표시
제조일을 표시하는 경우에는 제조일로부터 ◯◯일까지, 제조일로부터 ◯◯월까지 또는 제조일로부터 ◯◯년까지로 표시할 수 있다

#### 도시락 유통기한 표시
도시락류는 ◯◯월◯◯일◯◯시까지 또는 ◯◯일◯◯시까지로 표시하여야 한다.

#### 특별한 조건의 경우 표시
자동화 설비 사용 시
제품의 제조․가공과 포장과정이 자동화 설비로 일괄 처리되어 제조시간까지 자동표시할 수 있는 경우에는 ◯◯월◯◯일◯◯시까지로 표시할 수 있다.
사용 및 보관에 특별한 조건이 필요한 경우
유통기한의 표시는 사용 또는 보존에 특별한 조건이 필요한 경우 이를 함께 표시하여야 한다. 이 경우 냉동 또는 냉장 보관・유통하여야 하는 제품은 ‘냉동 보관’ 또는 ‘냉장 보관’을 표시하여야 하고, 제품의 품질유지에 필요한 냉동 또는 냉장온도를 표시하여야 한다.
유통기한이 서로 다른 여러 가지 제품을 함께 포장하는 경우
유통기한이 서로 다른 여러 가지 제품을 함께 포장하였을 경우에는 그중 가장 짧은 유통기한을 표시하여야 한다.
소비기한으로 전환
현재는 일부 식품회사에서만 자율적으로 표시하고 있는 소비기한이 2023년 1월 1일부터 유제품(2031년)을 제외하고 시행한다.

### 일본
일본에서는 유통기한을 거의 상미기한(賞味期限)으로 표기하는 것이 일반화되어 있다. 양식은 한국의 유통기한과 비슷하게 서력기원을 기초로 하는 날짜가 새긴다. (보기: 賞味期限 - 2022.01.23) 그래서 일본에서의 유통기한 표기법을 일본의 농림수산성과 후생노동성에서 별도로 공고하는 것이 일반적이다.

## 같이 보기
- 식품의약품안전처
- 원산지
- FDA